# Твалчрелидзе, Георгий Григорьевич
Георгий Григорьевич Твалчрелидзе (груз. გიორგი გრიგოლის ძე თვალჭრელიძე; 8 августа (20 августа) 1896 — 13 апреля 1968) — советский государственный и партийный деятель.

## Биография
- участник Первой Мировой войны. Арестовывался за коммунистическую пропаганду.

- с 20-х годов на партийной работе. В 1921 председатель одного из сельских революционных комитетов. С 1928 переведен на партийную работу в Грузинскую ССР.

- 1930—1934 член Центральной контрольной комиссии КП(б) Грузии

- 1931 — 04.1937 1-й секретарь Ленинского районного комитета КП(б) Грузии г.Тбилиси

- с апреля 1937 1-й секретарь Гурджаанского районного комитета КП(б) Грузии

- до 1940 1-й секретарь Махарадзевского районного комитета КП(б) Грузии

- 1940—1944 1-й секретарь Аджарского областного комитета КП(б) Грузии

- 1944—1947 секретарь Партийной коллегии при ЦК КП(б) Грузии

- 30 июля 1950 года доизбран в Совет Национальностей Верховного Совета СССР III созыва от Сухумского сельского округа Абхазской АССР вместо умершего 19.03.1950г. М. Г. Цхакая

- 05.03.1954 — 1956 министр государственного контроля Грузинской ССР